# Krasnodar

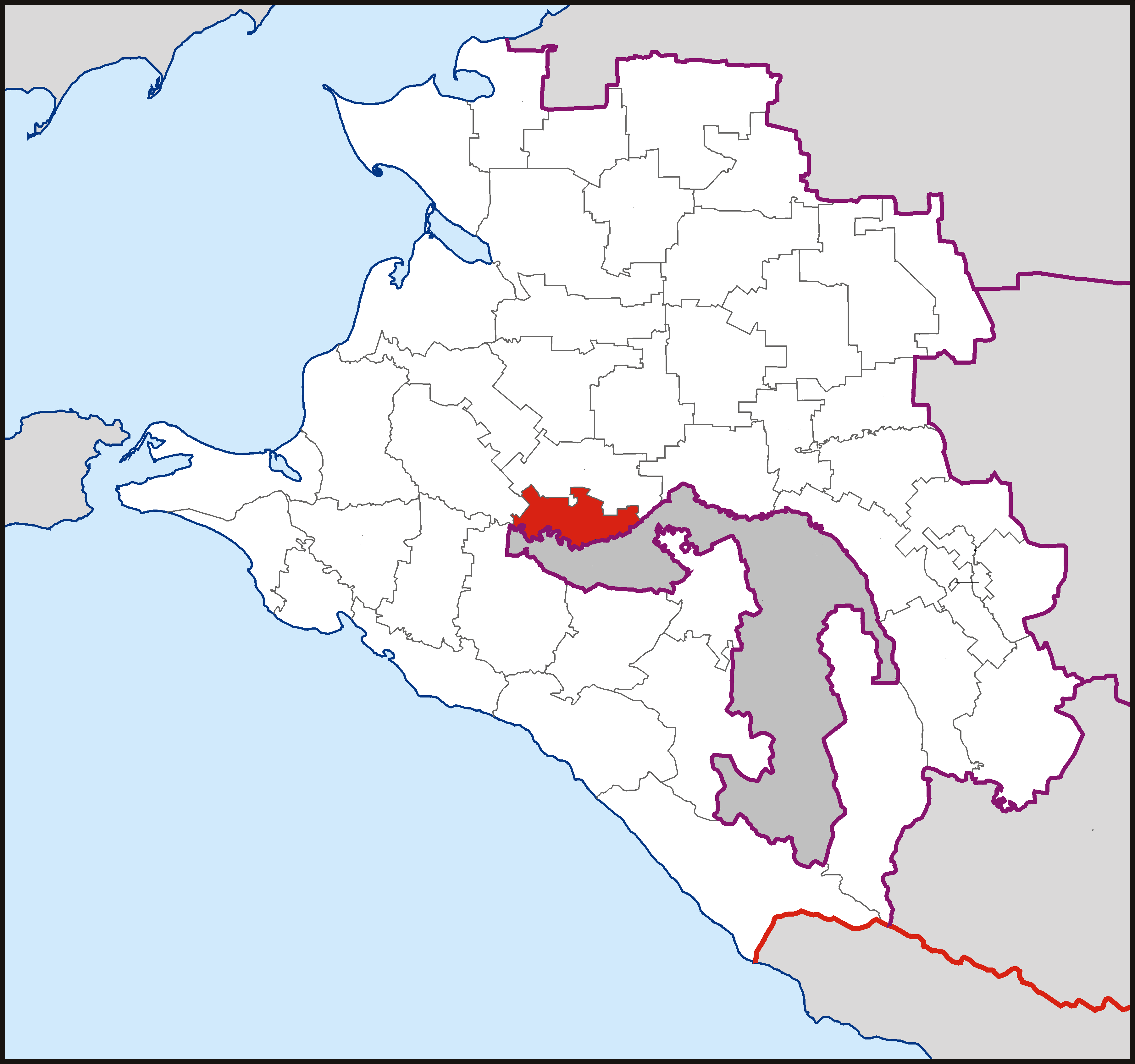
Krasnodar vormt tevens een stadsdistrict

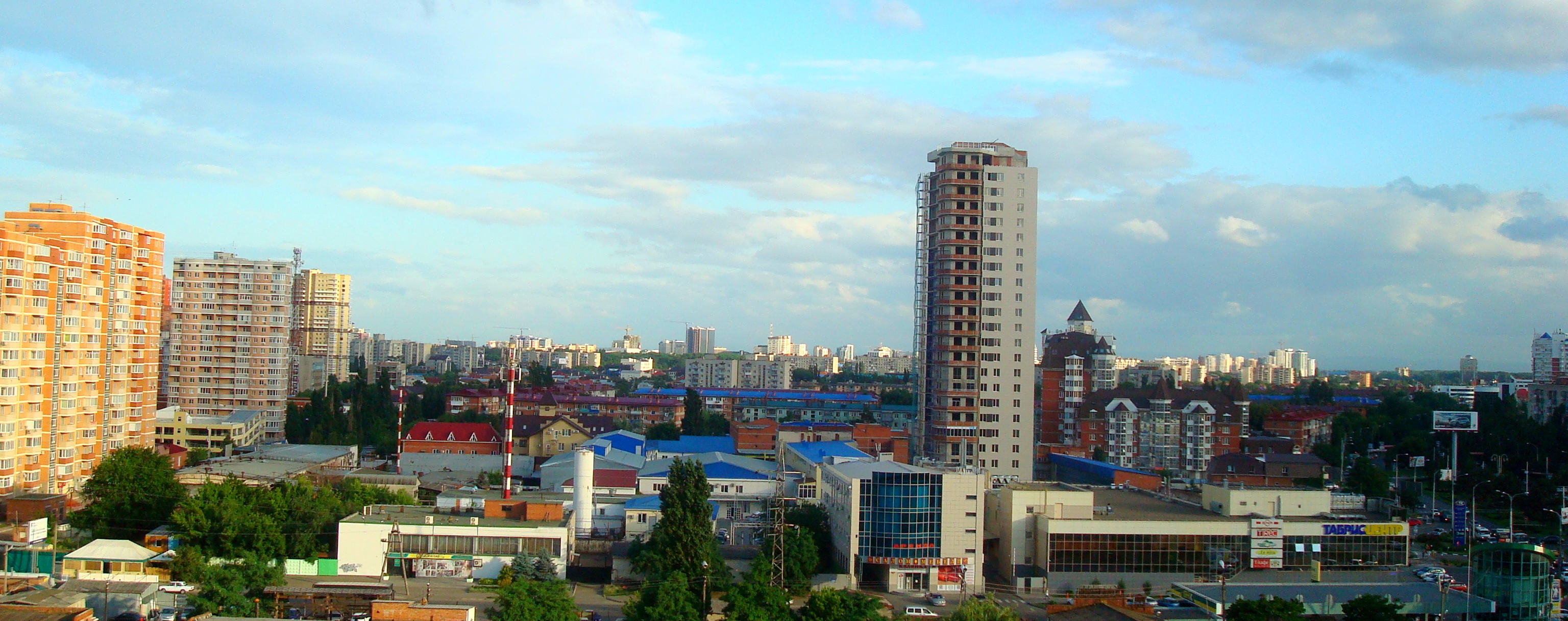
Krasnodar

Krasnodar (Russisch: Краснода́р, uitspr.: [krəsnɐˈdar]) is een stad met circa 1 121 291 (2023) inwoners (899.541 raming 2018, census 2002: 646.175) in het zuiden van Europees Rusland, gelegen aan de rivier de Koeban. Het is de hoofdstad van de regio (kraj) Krasnodar. Krasnodar ligt op ongeveer 1250 km afstand van Moskou. De stad is de thuisbasis van de voetbalclubs Koeban Krasnodar en FK Krasnodar.

## Geschiedenis
De stad werd in 1793 gesticht als Kozakkenvesting ter verdediging van de grens met het Ottomaanse Rijk. De vesting kreeg de naam Jekaterinodar, "Geschenk (dar) van Catharina (jekaterino)" (dat wil zeggen Catharina de Grote). In de 19e eeuw ontwikkelde de stad zich tot een belangrijk handelscentrum in Zuid-Rusland en groeide de bevolking aanzienlijk.
Tijdens de Russische Burgeroorlog kozen veel Koeban-Kozakken de kant van de anti-bolsjewistische Witten. In 1920 werd de stad omgedoopt in Krasnodar (krasno betekent rood). In de Tweede Wereldoorlog werd de stad van augustus 1942 tot februari 1943 bezet door de nazi's. De stad leed zware schade en werd na de oorlog heropgebouwd.
De laatste jaren kent de stad een grote groei, zowel qua inwoners als qua economie. Het aantal inwoners bedroeg in 2020 bijna een miljoen. Volgens officieuze cijfers was de bevolking van de stad al in 2018 gestegen tot meer dan een miljoen, hetgeen de burgemeester dat jaar officieel maakte in een document tijdens de viering van het 225-jarig bestaan van de stad. Vooral de bevolkingsgroei is een tegenstelling met de rest van Rusland waar het aantal inwoners daalt. Redenen zijn het onder andere het milde klimaat en de nabijheid van Sotsji.

## Economie en onderwijs

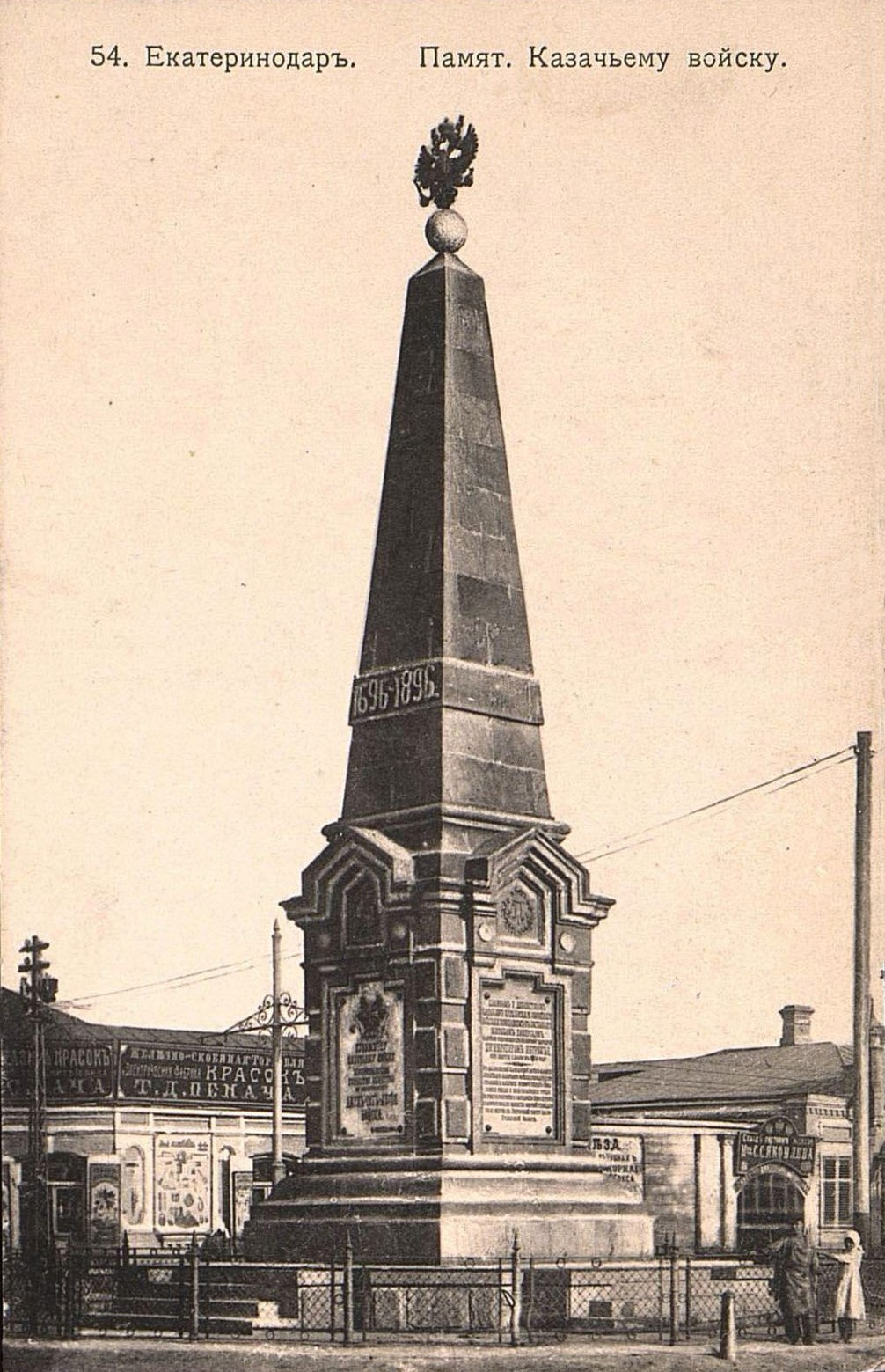
Obelisk ter ere van het 200-jarig bestaan van de Koeban-Kozakken (1897)

Krasnodar ligt in een uiterst vruchtbaar landbouwgebied (zwarte aarde), dat als noordelijkste regio ter wereld ook thee produceert. Veel industrie in de stad is gerelateerd aan de landbouw, zoals voedselverwerking en productie van landbouwwerktuigen. De stad beschikt over een groot aantal instellingen voor hoger onderwijs, waarvan de Koeban-Staatsuniversiteit (KoebGOe, gesticht in 1920) en de Koeban-Staatslandbouwuniversiteit (KGAOe, gesticht in 1922) de belangrijkste zijn. De KGAOe is de grootste landbouwuniversiteit van Rusland.

## Bevolkingsontwikkeling
| Demografische ontwikkeling tussen 1856 en 2020 |
| ---------------------------------------------- |
|                                                |

## Sport
FK Koeban Krasnodar was de traditionele voetbalclub uit de stad. Ten tijde van de Sovjet-Unie speelde de club drie seizoenen in de hoogste klasse en daarbuiten voornamelijk in de tweede klasse. Na de Russische onafhankelijkheid startte de club in de hoogste klasse, maar zakte al snel weg naar de derde klasse. Na de eeuwwisseling werd de club een liftploeg tussen eerste en tweede klasse en kon van 2011 tot 2016 voor het eerst een langere periode in de hoogste klasse spelen en zelfs Europees voetbal afdwingen. In 2008 werd er ook een tweede profclub opgericht, FK Krasnodar dat amper drie jaar later al naar de hoogste klasse promoveerde, samen met stadsrivaal Koeban waardoor voor het eerst twee clubs uit dezelfde stad, buiten Moskou, in de hoogste klasse speelden. Intussen heeft FK Krasnodar de traditieclub Koeban naar de kroon gestoken en kon al drie jaar Europees voetbal afdwingen. In 2018 werd de traditionele club FK Koeban failliet verklaard. In datzelfde jaar werd FK Koeban Krasnodar opgericht. Dat dezelfde naam mag dragen als haar voorganger, het kan daarentegen geen aanspraak maken op de behaalde successen van haar voorganger. In 2009 kreeg Krasnodar ook een basketbalclub. PBK Lokomotiv-Koeban Krasnodar speelt zijn thuiswedstrijden in de Basket-Hall Krasnodar en speelt in de VTB United League en de EuroLeague Men.

## Partnersteden
- Ferrara (Italië)
- Tallahassee (VS)
- Karlsruhe (Duitsland) sinds 1997
- Burgas (Bulgarije)
- Harbin (China)

## Geboren in Krasnodar
- Sergej Salnikov (1925–1984), voetballer en trainer
- Gennadi Padalka (1958), kosmonaut
- Anna Netrebko (1971), operazangeres
- Sergej Tiviakov (1973), schaakgrootmeester
- Dmitri Chochlov (1975), voetballer
- Renat Janbajev (1984), voetballer
- Tatjana Tsjernova (1988), meerkampster
- Nadezjda Makrogoezova (1997), beachvolleyballer

Bestuurlijk centrum: Krasnodar

Steden: Abinsk · Anapa · Apsjeronsk · Armavir · Beloretsjensk · Chadyzjensk · Gelendzjik · Goelkevitsji · Gorjatsji Kljoetsj · Jejsk · Koerganinsk · Korenovsk · Kropotkin · Krymsk · Labinsk · Novokoebansk · Novorossiejsk · Oest-Labinsk · Primorsko-Achtarsk · Slavjansk aan de Koeban · Sotsji · Temrjoek · Tichoretsk · Timasjovsk · Toeapse

Districten: Abinski · Anapski · Apsjeronski · Beloglinski · Beloretsjenski · Brjoekchovetski · Dinskoj · Goelkevitsjski · Jejski · Kalininski · Kanevskoj · Kavkazski · Koerganinski · Koesjtsjovski · Korenovski · Krasnoarmejski · Krylovski · Krymski · Labinski · Leningradski · Mostovski · Novokoebanski · Novopokrovski · Oespenski · Oest-Labinski · Otradnenski · Pavlovski · Primorsko-Achtarski · Severski · Sjtsjerbinovski · Slavjanski · Starominski · Tbilisski · Temrjoekski · Tichoretski · Timasjovski · Toeapsinski · Vyselkovski